# キングマン (1888年生の競走馬)
キングマン（Kingman、1888年 - 1893年）は、アメリカ合衆国で生産および調教されたサラブレッドの競走馬。1891年のフェニックスホテルステークス、ケンタッキーダービー、ラトニアダービーなどに優勝した。

## 生涯
アルバート・C・フランクリン (Albert C. Franklin) がテネシー州ギャラティン近くに所有していたケネソー牧場 (Kennesaw Farm) で1888年に生産した。当歳時にダドリー・アレン調教師が250ドルで購買し、ケンタッキー州ジョージタウンの実業家キンゼア・ストーン (Kinzea Stone) との共有としてジャコビンステーブル (Jacobin Stable) の所有名義で走ることになった。ストーンはこの鹿毛の牡馬をカンザス州キングマンにちなんで「キングマン」と命名した。
2歳時には大レースでの勝利はないが、ハイドパークステークス（Hyde Park Stakes、ワシントンパーク競馬場ダート6ハロン）などで2着に入っている。
キングマンはケンタッキーダービーの前哨戦としてその直前の土曜日（1891年は5月9日）にKentucky Association racetrackのダート1マイル+1⁄8で開催されていたフェニックスホテルステークス（現在のフェニックスステークス）に出走し、コースレコードにあと3⁄4秒まで迫る1分53秒+1⁄2の好時計で勝利した。これはアメリカでの3歳馬による1マイル+1⁄8の新記録だったと言われている。
第17回ケンタッキーダービーは1891年5月13日にチャーチルダウンズ競馬場のダート1マイル+1⁄2で開催された。当日は2万5千人近い大観衆が押し寄せ、スターターのジム・ファーガソン (Jim Ferguson) がスタート台へ行くのに警察の護衛が必要になるほどだった。朝の時点で3頭が出走を取り消したため、4頭立てで争われることになった。
アレンは騎手のアイザック・マーフィーに対して、レースで先手を取らないように「他馬が常歩で行ったら常歩で、駈歩で行ったら駈歩で」と指示したのだが、他の騎手たちも皆が同様の指示を受けていた。その結果レース本番では、全員が手綱を引いて馬を抑え、4頭が横並びでスローペースで走るという異様な展開となった。1マイル+1⁄4の地点で他の騎手が動き出したのを見たマーフィーも手綱を緩めて追い始め、2着馬バルゴワンに1馬身差をつけて優勝した。勝ち時計2分52秒+1⁄4は1889年にスポケーンが樹立したレースレコード2分34秒+1⁄2よりも17秒+3⁄4も遅く、ケンタッキーダービー史上最も遅いタイムとなった。
マーフィーは史上初となるケンタッキーダービー3勝を達成した。アレンは史上6人目にして最後のアフリカ系のダービートレーナー、そして史上初にして唯一のアフリカ系のダービーオーナーとなった。またテネシー州産馬によるケンタッキーダービー勝利は1879年のロードマーフィー以来2頭目であった。
キングマンは5月23日のラトニアダービー（ラトニア競馬場・ダート1マイル+1⁄2）にも優勝し、ケンタッキー州の春の3つの大レース（フェニックスステークス、ケンタッキーダービー、ラトニアダービー）すべてで勝利した。さらに6月20日のアメリカンダービー（ワシントンパーク競馬場・ダート1マイル+1⁄2）においても本命馬の1頭とみなされたが、ここでは前年のジュニアチャンピオンステークス勝ち馬ストレイスミース (Strathmeath) の3着に敗れた。
アメリカンダービーにおいて不良馬場で129ポンド（1着馬ストレイスミースより7ポンド、2着馬より14ポンド重かった）を背負って走ったためか調子を崩し、その後はハンデキャップ競走で1勝を挙げるに留まった。
1891年9月26日にジャコバンステーブルが解散して所有馬がラトニアで競りにかけられると、キングマンはジョン・エドワード・マッデンに4600ドルで落札された。1894年のブルックリンハンデキャップやサバーバンハンデキャップを目標にしていたが、出走することなく1893年に死亡した。

## 血統表
| Kingmanの血統   | Kingmanの血統                                                     | Kingmanの血統                                                     | （血統表の出典）                                                  | （血統表の出典）     |
| 父系            | ヘロド系                                                          | ヘロド系                                                          | ヘロド系                                                          | [ § 2 ]              |
| 父 Glengarry    | 父の父Thormanby                                                   | Windhound                                                         | Pantaloon                                                         | Pantaloon            |
| 父 Glengarry    | 父の父Thormanby                                                   | Windhound                                                         | Phryne                                                            |                      |
| 父 Glengarry    | 父の父Thormanby                                                   | Alice Hawthorn                                                    | Muley Moloch                                                      | Muley Moloch         |
| 父 Glengarry    | 父の父Thormanby                                                   | Alice Hawthorn                                                    | Rebecca                                                           |                      |
| 父 Glengarry    | 父の母Carbine                                                     | Rifleman                                                          | Touchstone                                                        | Touchstone           |
| 父 Glengarry    | 父の母Carbine                                                     | Rifleman                                                          | Camp Follower                                                     |                      |
| 父 Glengarry    | 父の母Carbine                                                     | Troica                                                            | Lanercost                                                         | Lanercost            |
| 父 Glengarry    | 父の母Carbine                                                     | Troica                                                            | Siberia                                                           |                      |
| 母 Patricia     | 母の父Vauxhall                                                    | Lexington                                                         | Boston                                                            | Boston               |
| 母 Patricia     | 母の父Vauxhall                                                    | Lexington                                                         | Alice Carneal                                                     |                      |
| 母 Patricia     | 母の父Vauxhall                                                    | Verona                                                            | Yorkshire                                                         | Yorkshire            |
| 母 Patricia     | 母の父Vauxhall                                                    | Verona                                                            | Britannia                                                         |                      |
| 母 Patricia     | 母の母Minnie Mc                                                   | Planet                                                            | Revenue                                                           | Revenue              |
| 母 Patricia     | 母の母Minnie Mc                                                   | Planet                                                            | Nina                                                              |                      |
| 母 Patricia     | 母の母Minnie Mc                                                   | Edina                                                             | Knight of St. George                                              | Knight of St. George |
| 母 Patricia     | 母の母Minnie Mc                                                   | Edina                                                             | Edith                                                             |                      |
| 母系(F-No.)     | 23号族(FN:23-b)                                                   | 23号族(FN:23-b)                                                   | 23号族(FN:23-b)                                                   | [ § 3 ]              |
| 5代内の近親交配 | - Touchstone：S4×S5 - Boston：M4×M5 - Muley：S5×M5 - Nancy：S5×M5 | - Touchstone：S4×S5 - Boston：M4×M5 - Muley：S5×M5 - Nancy：S5×M5 | - Touchstone：S4×S5 - Boston：M4×M5 - Muley：S5×M5 - Nancy：S5×M5 | [ § 4 ]              |
| 出典            | 1. 2. 3. 4.                                                       | 1. 2. 3. 4.                                                       | 1. 2. 3. 4.                                                       | 1. 2. 3. 4.          |